# قوائم أعضاء فريق عمل عالم مارفل السينمائي
قوائم أعضاء فريق عمل عالم مارفل السينمائي تشمل أعضاء فريق عمل الإنتاجات من عالم مارفل السينمائي (MCU)، وهو امتياز إعلامي أمريكي يركز على سلسلة من أفلام الأبطال الخارقين . وتشمل القوائم أعضاء فريق عمل الأفلام الروائية والأفلام القصيرة والمسلسلات التلفزيونية والرقمية.

## الأفلام الروائية
- ممثلو الأفلام والممثلون والشخصيات التي ظهرت في أفلام عالم مارفل السينمائي
  - أعضاء فريق عمل إنفينيتي ساغا ، والممثلين والشخصيات التي ظهرت في إنفينيتي ساغا

## الأفلام القصيرة
- طاقم العمل والشخصيات في أفلام مارفل القصيرة ، طاقم العمل والشخصيات التي ظهرت في أفلام مارفل القصيرة
- فريق ثور وطاقم العمل والشخصيات ، فريق العمل والشخصيات التي ظهرت في الأفلام القصيرة لفريق ثور

## التلفزيون
- ممثلو وطاقم العمل والشخصيات في مسلسلات مارفل التليفزيونية الذي ظهر في مسلسلات مارفل التلفزيونية MCU
  - طاقم عمل وشخصيات مسلسل عملاء شيلد ، طاقم العمل والشخصيات التي ظهرت في مسلسل عملاء شيلد التلفزيوني
  - طاقم عمل وشخصيات مسلسل العميلة كارتر ، طاقم العمل والشخصيات التي ظهرت في مسلسل العميلة كارتر التلفزيوني
  - طاقم وشخصيات مسلسل إنهيومانز ، طاقم وشخصيات ظهرت في مسلسل إنهيومانز التلفزيوني
  - طاقم وشخصيات مسلسل ديرديفيل ، طاقم وشخصيات ظهرت في مسلسل ديرديفيل التلفزيوني
  - طاقم عمل وشخصيات مسلسل جيسيكا جونز ، طاقم العمل والشخصيات التي ظهرت في مسلسل جيسيكا جونز التلفزيوني
  - طاقم وشخصيات لوك كيج ، طاقم وشخصيات ظهرت في المسلسل التلفزيوني لوك كيج
  - طاقم عمل وشخصيات مسلسل القبضة الحديدية ، طاقم العمل والشخصيات التي ظهرت في مسلسل القبضة الحديدية التلفزيوني
  - طاقم وشخصيات مسلسل المدافعون ، طاقم وشخصيات ظهرت في المسلسل التلفزيوني القصير المدافعون
  - طاقم وشخصيات مسلسل المعاقب ، طاقم وشخصيات ظهرت في مسلسل المعاقب التلفزيوني
  - طاقم وشخصيات مسلسل الهاربون ، طاقم وشخصيات ظهرت في مسلسل الهاربون التلفزيوني
  - طاقم وشخصيات مسلسل عباءة و خنجر ، طاقم وشخصيات ظهرت في المسلسل التلفزيوني عباءة و خنجر
  - طاقم عمل وشخصيات مسلسل هيلستروم ، طاقم العمل والشخصيات التي ظهرت في مسلسل هيلستروم التلفزيوني
- ممثلو وطاقم العمل والشخصيات في مسلسلات استديوهات مارفل التلفزيونية التي ظهرت في مسلسلات استوديوهات مارفل التلفزيونية والعروض الخاصة
  - طاقم وشخصيات واندا فيجن ، طاقم وشخصيات ظهرت في المسلسل التلفزيوني واندا فيجن
  - طاقم عمل وشخصيات مسلسل الفالكون وجندي الشتاء ، طاقم العمل والشخصيات التي ظهرت في مسلسل الفالكون وجندي الشتاء التلفزيوني
  - طاقم وشخصيات لوكي ، طاقم وشخصيات ظهرت في مسلسل لوكي التلفزيوني
  - ماذا لو...؟ الممثلين والشخصياتالممثلين والشخصياتمسلسل تلفزيوني
  - طاقم عمل وشخصيات مسلسل هوك آي ، طاقم العمل والشخصيات التي ظهرت في مسلسل هوك آي التلفزيوني
  - طاقم عمل وشخصيات مسلسل فارس القمر ، طاقم العمل والشخصيات التي ظهرت في المسلسل التلفزيوني فارس القمر
  - طاقم وشخصيات مسلسل مس مارفل ، طاقم وشخصيات ظهرت في مسلسل مس مارفل التلفزيوني
  - طاقم عمل وشخصيات شي-هالك: محامية ، طاقم العمل والشخصيات التي ظهرت في المسلسل التلفزيوني شي-هالك: محامية
  - طاقم وشخصيات مسلسل ذئب في الليل ، طاقم وشخصيات ظهرت في البرنامج التلفزيوني الخاص ذئب في الليل
  - طاقم وشخصيات حراس المجرة في العطلة الخاصة ، طاقم وشخصيات ظهرت في حراس المجرة في العطلة الخاصة
  - طاقم وشخصيات مسلسل الغزو السري ، طاقم وشخصيات ظهرت في مسلسل الغزو السري التلفزيوني
- بالنسبة للمسلسلات التلفزيونية غير المنتجة، انظر:
  - طاقم وشخصيات مارفل الأكثر طلباً ، طاقم وشخصيات ظهرت في الحلقة التجريبية من مارفل الأكثر طلباً
  - طاقم وشخصيات مسلسل المحاربون الجدد ، طاقم وشخصيات مسلسل المحاربون الجدد التي ظهرت في الحلقة التجريبية

## السلاسل الرقمية
- طاقم وشخصيات برنامج واجهة أخبار WHIH ، طاقم وشخصيات ظهرت في سلسلة واجهة أخبار WHIH الرقمية للتسويق
- طاقم عمل وشخصيات مسلسل عملاء شيلد: المقلاع ، طاقم العمل والشخصيات التي ظهرت في المسلسل الرقمي عملاء شيلد: المقلاع
- طاقم وشخصيات صحيفة ديلي بوغل ، طاقم وشخصيات ظهرت في سلسلة التسويق الفيروسي الرقمية صحيفة ديلي بوغل